# Симфония № 2 (Пендерецкий)
Вторая симфония («Рождественская») — симфония Кшиштофа Пендерецкого, написанная зимой 1979—1980 годов.
Название «Рождественская» возникло благодаря тому, что в музыке симфонии была использована мелодия популярной рождественской песни «Тихая ночь» (Silent Night).
Вторая симфония — первая из симфоний, написанных Пендерецким в неоклассический период творчества.

## Структура
Симфония состоит из 5 частей, следующих друг за другом без перерыва (общая продолжительность — 30-35 минут).
1. Moderato
2. Allegretto
3. Lento
4. Tempo I
5. Allegretto.

## Исполнения и записи
Симфония была несколько раз записана на CD Антонием Витом, Яцеком Каспжиком, Кшиштофом Пендерецким.